# ناپلئون هیل
الیور ناپلئون هیل (به انگلیسی: Napoleon Hill) (زاده ۲۶ اکتبر ۱۸۸۳ – درگذشته ۸ نوامبر ۱۹۷۰) نویسنده آمریکایی که یکی از پیشگامان سبک ادبیات موفقیت شخصی بود. بیندیشید و ثروتمند شوید با فروش بسیار از معروف‌ترین آثار اوست.
ناپلئون هیل نویسندهٔ آمریکایی در زمینهٔ خودیاری بود. او بیشتر به‌خاطر کتاب بیندیشید و ثروتمند شوید (۱۹۳۷) شناخته می‌شود، که از پرفروش‌ترین کتاب‌های خودیاری در طول تاریخ است. آثار هیل بر این باور تأکید دارند که انتظارات پرشور و قوی، برای بهبود زندگی ضروری‌اند. بیشتر کتاب‌های او با این ادعا ترویج می‌شوند که اصولی را برای دستیابی به «موفقیت» شرح می‌دهند.

## زندگی‌نامه
«ناپلئون هیل» در ۲۶ اکتبر ۱۸۸۳، در «ویرجینیای» آمریکا چشم به جهان گشود. ناپلئون هیل، از پیشگامان فلسفه آمریکایی در زمینه رسیدن به موفقیت فردی، در وایز کانتی ایالت ویرجینیا و در منطقه‌ای به دنیا آمد که بی‌سوادی و خرافات در آنجا بیداد می‌کرد. پدرش آهنگر بود خانه‌ای که او در آن متولد شد، اتاقی کوچک در کنار رودخانه «پراد» در منطقه «وایس کانتی» ویرجینیا بود؛ و همه اعضای خانواده در خانه‌ای که یک اتاق بیشتر نداشت و کوچک‌ترین توجهی به نظافت آن نمی‌شد زندگی می‌کردند. از این لحاظ خانه آن‌ها برای همه ساکنین منطقه شناخته شده بود.

### دوران کودکی
ناپلئون از همان دوران کودکی علاقه خود را به مطالعه کتاب‌های داستان و همچنین، خلاصه‌نویسی و داستان‌نویسی نشان داد. او در ۱۳ سالگی، خبرنگار روزنامه «ویرجینیا» شد و نام «گزارشگر کوهستان» را برای خود انتخاب کرد. هیل با پولی که به دست می‌آورد، هزینه تحصیل خود را پرداخت می‌کرد. وی برای ادامه تحصیل وارد مدرسه حقوق شد، ولی از عهده هزینه‌های آن برنیامد، از این رو زمان بیشتری را صرف فعالیت در روزنامه و کسب درآمد کرد.

### دوران جوانی
ناپلئون جوان بسیار سرکش، شیطان و پرخاشگری بود و زمانی که نه سال داشت، مادرش بر اثر بیماری و تغذیه ناسالم از دنیا رفت. او همیشه به کودکان هم سن و سال خود که لباس خوب می‌پوشیدند و خوراکی‌های متنوعی می‌خوردند، با افسوس نگاه می‌کرد. بعد از مرگ مادر، زندگی برای ناپلئون سخت‌تر شد، زیرا پدر بدون توجه به وضعیت مالی خود، دو سال بعد از مرگ همسرش ازدواج کرد و ناپلئون را به حال خود رها نمود. با پدری که سر رشته زیادی از تربیت یک پسر بچه نداشت تنها ماند. مطمینا اینقدر بد نیست ناپلئون از آزار و اذیت همسایه‌ها لذت می‌برد. آنچنان نترس بود که با خودش اسلحه حمل می‌کرد. او از جسی جیمز یاغی معروف آن زمان برای خودش یک بت ساخته بود. او خشن‌ترین پسر منطقه به حساب می‌آمد و ازین لحاظ به خودش افتخار می‌کرد. 

## نویسندگی
ناپلئون استعداد خوبی در نوشتن داشت و سردبیر روزنامه با استقبال از نوشته‌ها و مقاله‌هایش، سرپرستی مصاحبه با افراد برجسته و معروف را به او واگذار کرد. وی در هنگام مصاحبه با افراد نامدار، از تجربیات آن‌ها درس می‌گرفت و آن را در زندگی خود به کار می‌برد. هیل با افرادی چون «توماس ادیسون»، «الکساندر گراهام بل»، «هنری فورد» و «ویلیام جنینگ برایان» مصاحبه کرد. او با دقت و ظرافت تمام، راز موفقیت این افراد را می‌پرسید و آن را یادداشت می‌کرد. از این رو در سال ۱۹۲۸، کتابی با نام «قوانین موفقیت» نوشت که با استقبال خوبی روبرو شد.
ناپلئون کتاب «دینامیت مغزی» را در سال ۱۹۴۱ نوشت. وی از سال ۱۹۱۹ تا ۱۹۲۰ در مجله «قوانین طلائی هیل»، سردبیر بود و در سال ۱۹۳۰ کتابی در زمینه راهیابی به موفقیت نوشت. ناپلئون هیل در زمینه موفقیت و کسب ثروت به درجه استادی رسیده بود؛ تا آنجا که از سال ۱۹۳۳ تا سال ۱۹۳۵ مشاور «فرانکلین روزولت» رئیس‌جمهور آمریکا شد. وی در سال ۱۹۳۷ در کتاب «رشد فکری و ثروت»، تمام راه‌های رسیدن به موفقیت را بیان کرد. کتاب‌های هیل هر روز بیشتر از روز قبل به فروش می‌رفت. او در سال ۱۹۶۰ کتاب «علوم موفقیت» را نوشت که بیش از سی میلیون جلد از آن فروخته شد. یکی از جمله های کلیدی وی این بود: "لزوما همیشه قوی‌ترین‌ها و سریع‌ترین‌ها پیروز نمی‌شوند؛ پیروز کسی است که فکر کند او می‌تواند پیروز شود."

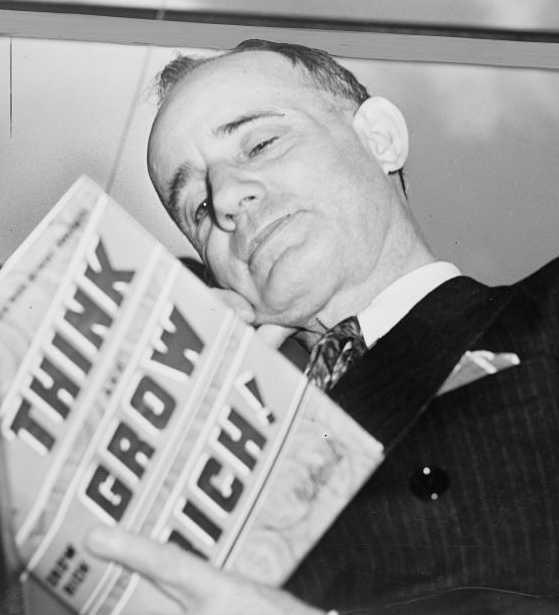
ناپلئول هیل (۱۹۳۷)

## لیست کتاب‌ها
- قوانین موفقیت (۱۹۲۸)
- آرزوها شما را پولدار نمی کنند
- نردبان جادویی به سوی موفقیت (۱۹۳۰)
- بیندیشید و ثروتمند شوید (۱۹۳۷)
- گول زدن شیطان(۱۹۳۸)
- چگونه سبک زندگی خود را بفروشیم(۱۹۳۹)
- کلید اصلی ثروت (۱۹۴۵)
- چگونه درآمد خود را افزایش دهید (۱۹۵۳)
- موفقیت از طریق نگرش ذهنی مثبت (با همکاری کلمنت استون) (۱۹۵۹)
- با آرامش خاطر پولدار شوید! (۱۹۶۷)
- از طریق متقاعدسازی موفق و پولدار شوید (۱۹۷۰)
- می توانید معجزه های خود را بسازید (۱۹۷۱)

## مرگ
وی در هشتم نوامبر سال ۱۹۷۰، در کارولینای جنوبی و در حالی که مشغول نوشتن کتاب «تو می‌توانی کار کنی و معجزه ببینی» بود، چشم از جهان فروبست.